# Grand Prix automobile d'Italie 1952
GP précédent GP suivant
Le Grand Prix d'Italie 1952 (XXIII° Gran Premio d'Italia), disputé sous la réglementation Formule 2 sur le circuit de Monza le 7 septembre 1952, est la vingt-troisième épreuve du championnat du monde de Formule 1 courue depuis 1950 et la huitième manche du championnat 1952.

## Contexte avant le Grand Prix

### Le championnat du monde
Le Grand Prix d'Italie constitue la dernière épreuve du championnat du monde 1952, disputé sous la réglementation formule 2 (moteurs deux litres atmosphériques) à la suite du désengagement des principaux constructeurs de F1 à la fin de l'année précédente. La saison a été totalement dominée par la Scuderia Ferrari, qui a remporté toutes les épreuves à l'exception des 500 miles d'Indianapolis, la course américaine étant disputée suivant l'ancienne formule internationale (moteurs trois litres suralimentés ou quatre litres et demi atmosphériques). Vainqueur de cinq Grands Prix consécutifs au volant de la Ferrari 500 F2, Alberto Ascari est déjà assuré du titre mondial, quelle que soit l'issue de cette dernière course. 

### Le circuit

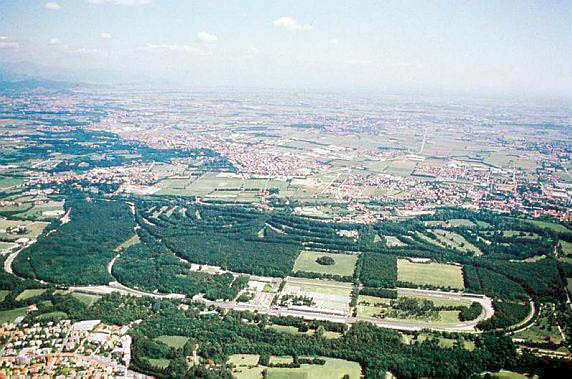
Vue aérienne de l'autodrome de Monza.

Créé en 1922 et entièrement rénové en 1948, le circuit de Monza est considéré comme le temple de la vitesse. En 1951, Juan Manuel Fangio avait franchi la barre des 200 km/h de moyenne lors des essais qualificatifs, au volant de son Alfetta  de plus de 400 chevaux. Avec des formules 2 dont les plus affûtées (Ferrari, Maserati) développent à peine 180 chevaux, on en sera bien loin en 1952.

## Monoplaces en lice
- Ferrari 500 "Usine"

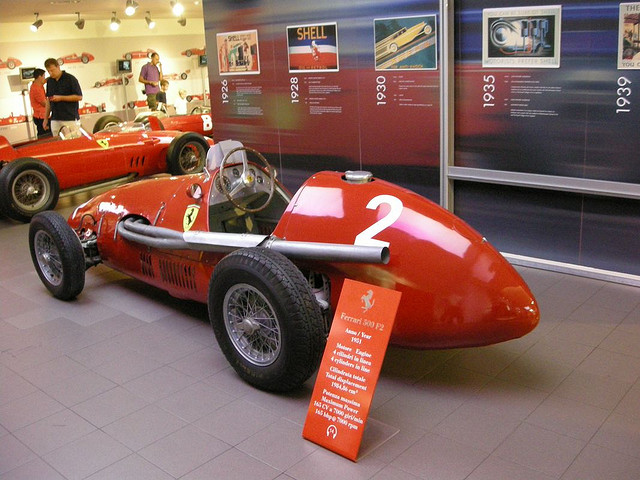
Avec Alberto Ascari, la Ferrari 500 F2 a dominé le championnat 1952.

Invaincue cette saison, la Scuderia Ferrari se doit de conclure l'année sur une victoire. Face à la menace Maserati, dont le moteur six cylindres est légèrement plus puissant, l'usine engage cinq Ferrari 500 F2 (à moteur quatre cylindres de 175 chevaux) pour ses pilotes habituels Alberto Ascari, Giuseppe Farina, Luigi Villoresi et Piero Taruffi, épaulés par le Français André Simon. Épaulant les monoplaces officielles, cinq autres Ferrari sont présentes : Louis Rosier pilote sa 500 personnelle, Charles de Tornaco celle de l'Écurie Francorchamps et Rudi Fischer celle de l'Écurie Espadon. Ces versions "clients", bridées à 6500 tr/min, sont moins puissantes que les voitures engagées par l'usine. L'Écurie Espadon a également engagé une 212 pour Hans Stuck, et le pilote britannique Peter Whitehead pilote sa Ferrari 125 personnelle.
- Gordini T16 "Usine"

Le sorcier engage trois T16 (moteur six cylindres développant environ 150 chevaux) pour ses pilotes habituels Jean Behra, Robert Manzon et Maurice Trintignant. En cette fin de saison, le manque de préparation de ces monoplaces se fait sentir : à Monza les T16 vont courir avec des ponts arrière d'un ancien modèle, inadaptés à la puissance du moteur six cylindres, l'usine n'ayant pas terminé la fabrication des pièces de remplacement (les ponts avaient connu des casses répétées lors d'une course précédente). Elles ne peuvent espérer inquiéter les Ferrari sur un circuit aussi rapide. Une quatrième Gordini est inscrite, il s'agit d'une ancienne T15 engagée à titre privé pour le pilote belge Johnny Claes.
- Maserati A6GCM "Usine"

Après une longue période de développement, la mise au point des A6GCM semble maintenant aboutie, et l'usine engage trois de ces modèles pour José Froilán González (c'est la première apparition en championnat du pilote argentin cette saison), Felice Bonetto et Franco Rol. Si le moteur six cylindres, désormais équipé d'une culasse double allumage, produit 180 chevaux, une puissance légèrement supérieure à celle du quatre cylindres Ferrari, le châssis est toutefois moins évolué, faisant appel à un pont arrière rigide. L'équipe brésilienne fait également courir trois A6GCM, pour Gino Bianco, Chico Landi et Eitel Cantoni. Enrico Platé a amené deux Maserati-Platé (dérivées de l'antique 4 CLT/48) pour Emmanuel de Graffenried et Alberto Crespo.
- HWM 52 "Usine"

La petite équipe britannique HWM a engagé deux modèles 52 à moteur quatre cylindres Alta d'environ 145 chevaux pour Lance Macklin et Peter Collins, pilotes officiels de la marque. À leurs côtés, l'Australien Tony Gaze pilote son HWM personnelle, identique aux modèles usine.
- Connaught A "Usine"

Après des débuts encourageants en championnat lors du Grand Prix de Grande-Bretagne, Connaught engage trois modèles A pour Kenneth McAlpine, Dennis Poore et Stirling Moss. Ces monoplaces sont équipées d'un moteur quatre cylindres Lea Francis, d'une puissance de l'ordre de 145 chevaux.
- Cooper T20

L'Ecurie Richmond, représentant l'usine, a amené deux Cooper T20 pour Eric Brandon et Alan Brown. Agiles et très légères, ces petites monoplaces sont équipées du six cylindres Bristol, développant environ 130 chevaux. L'ancien pilote moto Leslie Hawthorn engage un modèle identique pour son fils Mike, auteur d'une très belle saison sur une voiture magnifiquement préparée, avec un moteur Bristol bénéficiant d'un réglage spécial permettant l'utilisation de nitrométhane : cet additif au carburant autorise un gain d'environ 20 chevaux. Une quatrième T20 est présente, engagée par la Scuderia Franera pour Ken Wharton.
- OSCA 20

Le pilote français Élie Bayol a engagé son O.S.C.A. F2 personnelle, avec laquelle il a réalisé une prestation honorable au Grand Prix du Comminges avant d’être disqualifié. Sa performance au Grand Prix de la Baule (septième à huit tours d'Ascari) fut toutefois moins convaincante. Cette monoplace, construite par les frères Maserati, est équipée d'un moteur six cylindres donné pour 170 chevaux, chiffre qui semble toutefois optimiste.
- Aston NB41

Le pilote-constructeur Bill Aston, malgré des résultats peu convaincants lors du Grand Prix d'Allemagne, est présent au volant de la monoplace de sa conception. Équipée d'un moteur boxer 4 cylindres refroidi par air d'environ 140 chevaux, l'Aston ressemble beaucoup à la Cooper T20 dont elle est inspirée.
- Cisitalia

Italien mais vivant en Argentine, Piero Dusio a engagé sa Cisitalia personnelle, une ancienne D46 adaptée pour la formule 2, mais cette monoplace n'apparaîtra pas aux essais.

## Coureurs inscrits
| no | Pilote                  | Écurie                    | Constructeur   | Modèle            | N° châssis | Moteur         | Pneumatiques |
| -- | ----------------------- | ------------------------- | -------------- | ----------------- | ---------- | -------------- | ------------ |
| 2  | Robert Manzon           | Equipe Gordini            | Gordini        | Gordini T16       | 31         | Gordini L6     | E            |
| 4  | Maurice Trintignant     | Equipe Gordini            | Gordini        | Gordini T16       | 33         | Gordini L6     | E            |
| 6  | Jean Behra              | Equipe Gordini            | Gordini        | Gordini T16       | 32         | Gordini L6     | E            |
| 8  | André Simon             | Scuderia Ferrari          | Ferrari        | Ferrari 500       | 1          | Ferrari L4     | P            |
| 10 | Giuseppe Farina         | Scuderia Ferrari          | Ferrari        | Ferrari 500       | 4          | Ferrari L4     | P            |
| 12 | Alberto Ascari          | Scuderia Ferrari          | Ferrari        | Ferrari 500       | 5          | Ferrari L4     | P            |
| 14 | Piero Taruffi           | Scuderia Ferrari          | Ferrari        | Ferrari 500       | 3          | Ferrari L4     | P            |
| 16 | Luigi Villoresi         | Scuderia Ferrari          | Ferrari        | Ferrari 500       | 6          | Ferrari L4     | P            |
| 18 | Rudi Fischer            | Écurie Espadon            | Ferrari        | Ferrari 500       | 0184       | Ferrari L4     | P            |
| 20 | Hans Stuck              | Écurie Espadon            | Ferrari        | Ferrari 212       | 110        | Ferrari V12    | P            |
| 22 | Felice Bonetto          | Officine Alfieri Maserati | Maserati       | Maserati A6GCM    | 2036       | Maserati L6    | P            |
| 24 | Franco Rol              | Officine Alfieri Maserati | Maserati       | Maserati A6GCM    | 2035       | Maserati L6    | P            |
| 26 | José Froilán González   | Officine Alfieri Maserati | Maserati       | Maserati A6GCM    | 2037       | Maserati L6    | P            |
| 28 | Kenneth McAlpine        | Connaught Engineering     | Connaught      | Connaught A       | A1         | Lea Francis L4 | D            |
| 30 | Dennis Poore            | Connaught Engineering     | Connaught      | Connaught A       | A4         | Lea Francis L4 | D            |
| 32 | Stirling Moss           | Connaught Engineering     | Connaught      | Connaught A       | A6         | Lea Francis L4 | D            |
| 34 | Élie Bayol              | Privé                     | O.S.C.A.       | OSCA 20           | 20-01      | O.S.C.A. L6    | P            |
| 36 | Eric Brandon            | Ecurie Richmond           | Cooper         | Cooper T20        | CB/3/52    | Bristol L6     | D            |
| 38 | Alan Brown              | Ecurie Richmond           | Cooper         | Cooper T20        | CB/2/52    | Bristol L6     | D            |
| 40 | Ken Wharton             | Scuderia Franera          | Cooper         | Cooper T20        | CB/6/52    | Bristol L6     | D            |
| 42 | Mike Hawthorn           | Leslie Hawthorn           | Cooper         | Cooper T20        | CB/4/52    | Bristol L6     | D            |
| 44 | Piero Dusio             | Privé                     | Cisitalia      | Cisitalia D46     | -          | BPM L4         | P            |
| 46 | Gino Bianco             | Escuderia Bandeirantes    | Maserati       | Maserati A6GCM    | 2033       | Maserati L6    | P            |
| 48 | Chico Landi             | Escuderia Bandeirantes    | Maserati       | Maserati A6GCM    | 2032       | Maserati L6    | P            |
| 50 | Eitel Cantoni           | Escuderia Bandeirantes    | Maserati       | Maserati A6GCM    | 2034       | Maserati L6    | P            |
| 52 | Lance Macklin           | HW Motors                 | HWM            | HWM 52            | 1          | Alta L4        | D            |
| 54 | Peter Collins           | HW Motors                 | HWM            | HWM 52            | 2          | Alta L4        | D            |
| 56 | Tony Gaze               | Privé                     | HWM            | HWM 52            | 6          | Alta L4        | D            |
| 58 | Alberto Crespo          | Enrico Platé              | Maserati-Platé | Maserati-Platé    | 1598       | Maserati L4    | P            |
| 60 | Emmanuel de Graffenried | Enrico Platé              | Maserati-Platé | Maserati-Platé    | 1601       | Maserati L4    | P            |
| 62 | Louis Rosier            | Écurie Rosier             | Ferrari        | Ferrari 500       | 0186       | Ferrari L4     | P            |
| 64 | Bill Aston              | WS Aston                  | WS Aston       | Aston NB41        | NB41       | Butterworth F4 | D            |
| 66 | Johnny Claes            | Vicomtesse de Walkiers    | Simca-Gordini  | Simca-Gordini T15 | 15-GC      | Gordini L4     | E            |
| 68 | Peter Whitehead         | Privé                     | Ferrari        | Ferrari 125       | 114        | Ferrari V12    | D            |
| 70 | Charles de Tornaco      | Écurie Francorchamps      | Ferrari        | Ferrari 500       | 0208       | Ferrari L4     | E            |

## Qualifications
Les séances qualificatives se déroulent les vendredi et samedi précédant la course. Sur les trente-cinq pilotes inscrits, seuls les vingt-quatre plus rapides seront admis au départ de la course. Ce sont à nouveau les Ferrari 500 qui dominent les essais, Alberto Ascari obtenant la pole position devant ses coéquipiers Luigi Villoresi et Giuseppe Farina. Maurice Trintignant réalise une belle performance au volant de sa Gordini nettement moins puissante que les machines italiennes, à seulement une seconde et demie du temps d'Ascari. Quatrième, il complète la première ligne, devançant la Maserati de José Froilán González. Profitant de l'aspiration de la Ferrari d'Ascari, Stirling Moss a réussi le neuvième temps des essais sur sa Connaught, une performance étonnante pour la modeste monoplace britannique. La nouvelle O.S.C.A. effectue des débuts encourageants, Élie Bayol s'étant qualifié en dixième position. Déception en revanche pour les HWM, ni les monoplaces d'usine de Peter Collins et de Lance Macklin, pas plus que la voiture privée de Tony Gaze n'ont pu se qualifier. Pire encore pour la Cisitalia de Piero Dusio, qui n'a pu effectuer un seul tour chronométré.

Ascari a effectué son meilleur tour à un peu plus de 180 km/h de moyenne. En se référant à la pole position réalisée l'année précédente par Juan Manuel Fangio (200 km/h de moyenne avec l'Alfetta), c'est donc 20 km/h que les formules 2 rendent aux F1 sur ce circuit rapide.
| Pos. | no | Pilote                  | Écurie                | Temps        | Écart    |
| ---- | -- | ----------------------- | --------------------- | ------------ | -------- |
| 1    | 12 | Alberto Ascari          | Ferrari               | 2 min 05 s 7 |          |
| 2    | 16 | Luigi Villoresi         | Ferrari               | 2 min 06 s 6 | + 0 s 9  |
| 3    | 10 | Giuseppe Farina         | Ferrari               | 2 min 07 s 0 | + 1 s 3  |
| 4    | 12 | Maurice Trintignant     | Gordini               | 2 min 07 s 2 | + 1 s 5  |
| 5    | 26 | José Froilán González   | Maserati              | 2 min 07 s 6 | + 1 s 9  |
| 6    | 14 | Piero Taruffi           | Ferrari               | 2 min 07 s 8 | + 2 s 1  |
| 7    | 2  | Robert Manzon           | Gordini               | 2 min 08 s 2 | + 2 s 5  |
| 8    | 8  | André Simon             | Ferrari               | 2 min 09 s 1 | + 3 s 4  |
| 9    | 32 | Stirling Moss           | Connaught-Lea Francis | 2 min 09 s 8 | + 4 s 1  |
| 10   | 34 | Élie Bayol              | O.S.C.A.              | 2 min 10 s 6 | + 4 s 9  |
| 11   | 6  | Jean Behra              | Gordini               | 2 min 10 s 8 | + 5 s 1  |
| 12   | 42 | Mike Hawthorn           | Cooper-Bristol        | 2 min 11 s 2 | + 5 s 5  |
| 13   | 22 | Felice Bonetto          | Maserati              | 2 min 11 s 6 | + 5 s 9  |
| 14   | 18 | Rudi Fischer            | Ferrari               | 2 min 11 s 8 | + 6 s 1  |
| 15   | 40 | Ken Wharton             | Cooper-Bristol        | 2 min 12 s 2 | + 6 s 5  |
| 16   | 24 | Franco Rol              | Maserati              | 2 min 12 s 7 | + 7 s 0  |
| 17   | 62 | Louis Rosier            | Ferrari               | 2 min 12 s 7 | + 7 s 0  |
| 18   | 16 | Chico Landi             | Maserati              | 2 min 13 s 0 | + 7 s 3  |
| 19   | 30 | Dennis Poore            | Connaught-Lea Francis | 2 min 14 s 0 | + 8 s 3  |
| 20   | 36 | Eric Brandon            | Cooper-Bristol        | 2 min 14 s 0 | + 8 s 3  |
| 21   | 38 | Alan Brown              | Cooper-Bristol        | 2 min 15 s 0 | + 9 s 3  |
| 22   | 28 | Kenneth McAlpine        | Connaught-Lea Francis | 2 min 15 s 1 | + 9 s 4  |
| 23   | 50 | Eitel Cantoni           | Maserati              | 2 min 15 s 9 | + 10 s 2 |
| 24   | 46 | Gino Bianco             | Maserati              | 2 min 17 s 1 | + 11 s 4 |
| 25   | 70 | Charles de Tornaco      | Ferrari               | 2 min 17 s 5 | + 11 s 8 |
| 26   | 58 | Alberto Crespo          | Maserati              | 2 min 17 s 8 | + 12 s 1 |
| 27   | 60 | Emmanuel de Graffenried | Maserati              | 2 min 18 s 4 | + 12 s 7 |
| 28   | 54 | Peter Collins           | HWM-Alta              | 2 min 18 s 6 | + 12 s 9 |
| 29   | 68 | Peter Whitehead         | Ferrari               | 2 min 18 s 8 | + 13 s 1 |
| 30   | 56 | Tony Gaze               | HWM-Alta              | 2 min 20 s 3 | + 14 s 6 |
| 31   | 64 | Bill Aston              | WS Aston-Butterworth  | 2 min 20 s 7 | + 15 s 0 |
| 32   | 52 | Lance Macklin           | HWM-Alta              | 2 min 21 s 0 | + 15 s 3 |
| 33   | 20 | Hans Stuck              | Ferrari               | 2 min 22 s 8 | + 17 s 1 |
| /    | 44 | Piero Dusio             | Cisitalia-BPM         | Pas de temps |          |
| /    | 66 | Johnny Claes            | Simca-Gordini         | Pas de temps |          |

## Grille de départ du Grand Prix
| 1re ligne | Pos. 1                         |  | Pos. 2                          |  | Pos. 3                        |  | Pos. 4                           |
|           | Ascari Ferrari 2 min 05 s 7    |  | Villoresi Ferrari 2 min 06 s 6  |  | Farina Ferrari 2 min 07 s 0   |  | Trintignant Gordini 2 min 07 s 2 |
| 2e ligne  | Pos. 5                         |  | Pos. 6                          |  | Pos. 7                        |  | Pos. 8                           |
|           | González Maserati 2 min 07 s 6 |  | Taruffi Ferrari 2 min 07 s 8    |  | Manzon Gordini 2 min 08 s 2   |  | Simon Ferrari 2 min 09 s 1       |
| 3e ligne  | Pos. 9                         |  | Pos. 10                         |  | Pos. 11                       |  | Pos. 12                          |
|           | Moss Connaught 2 min 09 s 8    |  | Bayol O.S.C.A. 2 min 10 s 6     |  | Behra Gordini 2 min 10 s 8    |  | Hawthorn Cooper 2 min 11 s 2     |
| 4e ligne  | Pos. 13                        |  | Pos. 14                         |  | Pos. 15                       |  | Pos. 16                          |
|           | Bonetto Maserati 2 min 11 s 6  |  | Fischer Ferrari 2 min 11 s 8    |  | Wharton Cooper 2 min 12 s 2   |  | Rol Maserati 2 min 12 s 7        |
| 5e ligne  | Pos. 17                        |  | Pos. 18                         |  | Pos. 19                       |  | Pos. 20                          |
|           | Rosier Ferrari 2 min 12 s 7    |  | Landi Maserati 2 min 13 s 0     |  | Poore Connaught 2 min 14 s 0  |  | Brandon Cooper 2 min 14 s 0      |
| 6e ligne  | Pos. 21                        |  | Pos. 22                         |  | Pos. 23                       |  | Pos. 24                          |
|           | Brown Cooper 2 min 15 s 0      |  | McAlpine Connaught 2 min 15 s 1 |  | Cantoni Maserati 2 min 15 s 9 |  | Bianco Maserati 2 min 17 s 1     |

## Déroulement de la course

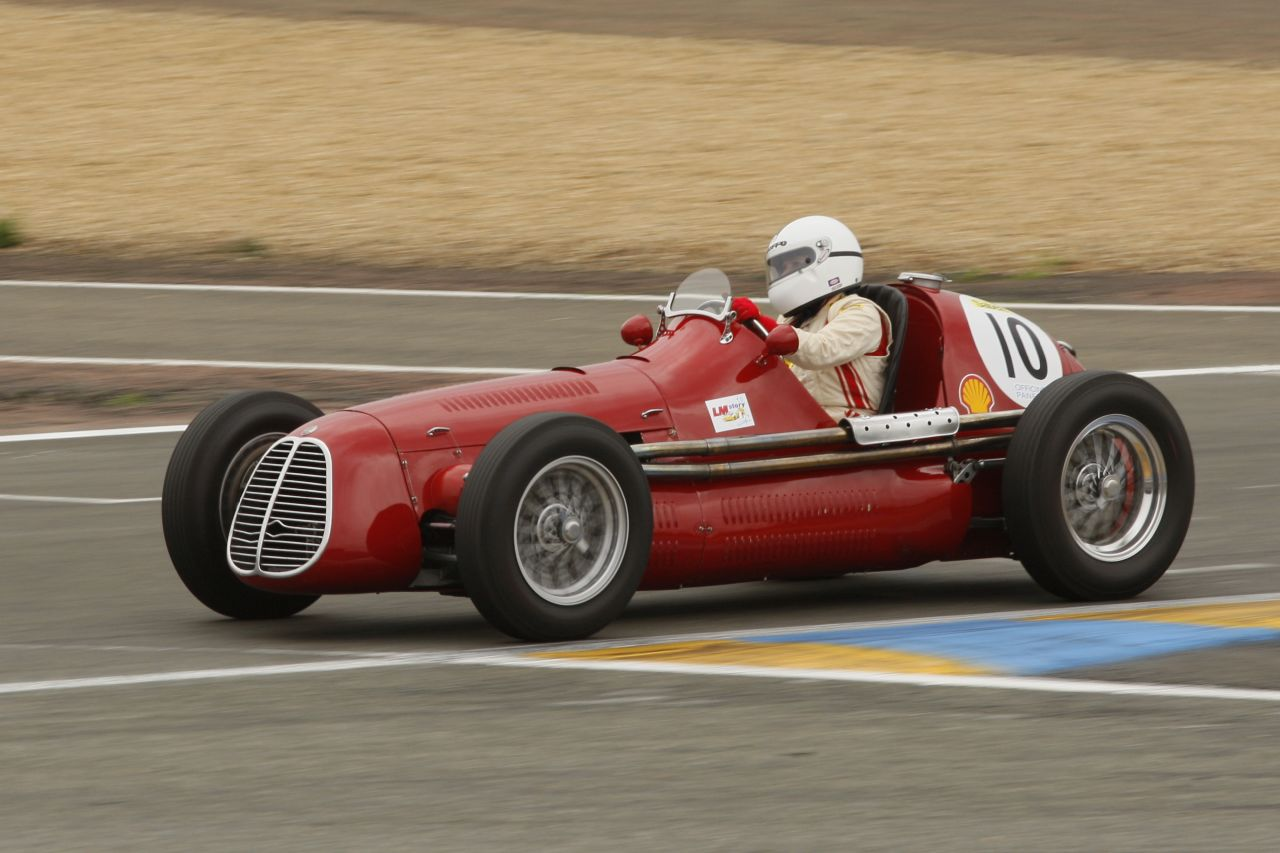
Après un développement tardif, la Maserati A6GCM (ici lors d'une course historique) est désormais en passe de menacer les Ferrari.

Pour cette course de plus de 500 km, les équipes Maserati et Gordini ont prévu un ravitaillement en carburant à mi-distance, les autres concurrents partant avec des réservoirs pleins. Le départ est donné par temps chaud et ensoleillé. Profitant de sa voiture allégée en carburant, José Froilán González (Maserati) jaillit de la deuxième ligne pour s'emparer immédiatement de la tête de la course. Il aborde le premier virage suivi par Maurice Trintignant (Gordini). Depuis la première ligne, les Ferrari, pénalisées par leur surcharge d'essence, se sont fait déborder : Alberto Ascari est troisième, devançant les Gordini de Robert Manzon et Jean Behra, tandis que Luigi Villoresi et Giuseppe Farina ont perdu cinq places. À la fin du premier tour, Ascari parvient à prendre le meilleur sur Trintignant, s'emparant de la seconde place, mais compte déjà plus d'une seconde de retard sur González qui tourne à un rythme extrêmement rapide. Alors qu'Ascari et Trintignant se disputent la seconde place, Villoresi regagne rapidement du terrain : il dépasse Behra au second tour, puis Manzon au troisième, le voila en quatrième position. Au passage suivant, il profite des ennuis de Trintignant (soupapes) pour prendre la troisième place, alors que González, qui vient de réaliser le record du tour à près de 176 km/h de moyenne, a accru son avance sur Ascari. Ce dernier est peu après rejoint par Villoresi, tous deux vont se livrer une intense bataille pour la seconde place, à distance respectable du leader qui compte déjà une quinzaine de secondes d'avance au dixième tour, ayant égalé son temps des essais. Manzon est alors en quatrième position (précédant de très peu les Ferrari de Simon, Taruffi et Farina et la Maserati de Bonetto) mais les deux autres Gordini officielles sont déjà écartées de la lutte en tête : Trintignant a abandonné après cinq tours, et Behra a été longuement retardé, également victime d'ennuis de moteur.
À ce rythme, González semble en mesure de se constituer un capital suffisant pour préserver sa position lors de son ravitaillement, et démontre le potentiel de la Maserati six cylindres. Toutefois, commençant à s'alléger, les Ferrari retrouvent leur équilibre et, si l'écart continue à augmenter, Ascari et Villoresi, roulant de concert, améliorent nettement leur cadence : après vingt tours leur retard est de vingt secondes. Malgré une attaque permanente (nouveau record au vingt-cinquième tour à plus de 179 km/h de moyenne), le pilote argentin ne parvient pas à prendre assez de marge sur ses poursuivants immédiats. Son coéquipier Bonetto est le premier à ravitailler, au trente-quatrième tour, chutant en septième position, laissant Manzon et Farina en découdre pour la quatrième place. Au trente-septième tour, le leader ravitaille à son tour, faisant également remplacer ses pneus arrière : l'opération lui coûte plus d'une minute. Lorsqu'il repart enfin, en cinquième position, González compte plus de cinquante-cinq secondes de retard sur Ascari, qui est parvenu à se détacher de Villoresi. Manzon est alors troisième derrière les deux Ferrari, mais il doit également ravitailler au tour suivant. Son arrêt est également très long, les bougies devant être remplacées, et le pilote français perd le bénéfice de son beau début de course.
À mi-distance, trois Ferrari sont donc en tête. Ascari compte près de six secondes d'avance sur Villoresi, Farina troisième comptant quarante-six secondes de retard. González est neuf secondes plus loin, mais réduit rapidement l'écart sur la troisième Ferrari. Bonetto, cinquième, est beaucoup plus loin, à près d'un tour de la voiture de tête. Au quarante-cinquième tour, González s'empare de la troisième place, et continue d'attaquer pour revenir sur les hommes de tête. S'il ne parvient pas à réduire l'écart sur Ascari qui  a également adopté un rythme de qualification (tous deux vont établir le même temps record), il se rapproche de Villoresi qui paraît en difficulté. Ce dernier semble toutefois en mesure de conserver sa position, mais au soixante-deuxième tour il doit effectuer un bref arrêt au stand, qui permet au pilote argentin de s'assurer la seconde place. Inaccessible, Ascari remporte une sixième victoire consécutive, terminant avec plus d'une minute sur la Maserati de González, et plus de deux minutes sur ses coéquipiers Villoresi et Farina. Confirmant la compétitivité de la nouvelle Maserati, Bonetto termine cinquième, trente secondes devant la Ferrari d'usine de Simon.

### Classements intermédiaires
Classements intermédiaires des monoplaces aux premier, troisième, cinquième, dixième, vingtième, trentième, quarantième et soixantième tours.

### Classement de la course

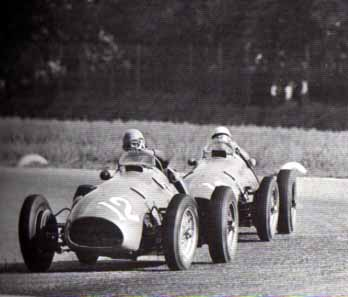
Les Ferrari 500 d'Alberto Ascari et Luigi Villoresi en formation en début de course, à la poursuite de la Maserati de González.

| Pos  | no | Pilote                  | Écurie                | Tours | Temps/Abandon                      | Grille | Points |
| ---- | -- | ----------------------- | --------------------- | ----- | ---------------------------------- | ------ | ------ |
| 1    | 12 | Alberto Ascari          | Ferrari               | 80    | 2 h 50 min 45 s 6                  | 1      | 8,5    |
| 2    | 26 | José Froilán González   | Maserati              | 80    | 2 h 51 min 47 s 4 (+ 1 min 01 s 8) | 5      | 6,5    |
| 3    | 16 | Luigi Villoresi         | Ferrari               | 80    | 2 h 52 min 49 s 8 (+ 2 min 04 s 2) | 2      | 4      |
| 4    | 10 | Giuseppe Farina         | Ferrari               | 80    | 2 h 52 min 57 s 0 (+ 2 min 11 s 4) | 3      | 3      |
| 5    | 22 | Felice Bonetto          | Maserati              | 79    | 2 h 51 min 46 s 3 (+ 1 tour)       | 13     | 2      |
| 6    | 8  | André Simon             | Ferrari               | 79    | 2 h 52 min 18 s 4 (+ 1 tour)       | 8      |        |
| 7    | 14 | Piero Taruffi           | Ferrari               | 77    | 2 h 51 min 42 s 8 (+ 3 tours)      | 6      |        |
| 8    | 48 | Chico Landi             | Maserati              | 76    | 2 h 51 min 04 s 5 (+ 4 tours)      | 18     |        |
| 9    | 40 | Ken Wharton             | Cooper-Bristol        | 76    | 2 h 52 min 33 s 3 (+ 4 tours)      | 15     |        |
| 10   | 62 | Louis Rosier            | Ferrari               | 75    | 2 h 51 min 53 s 5 (+ 5 tours)      | 17     |        |
| 11   | 50 | Eitel Cantoni           | Maserati              | 75    | 2 h 52 min 36 s 6 (+ 5 tours)      | 23     |        |
| 12   | 30 | Dennis Poore            | Connaught-Lea Francis | 74    | + 6 tours                          | 19     |        |
| 13   | 36 | Eric Brandon            | Cooper-Bristol        | 73    | + 7 tours                          | 20     |        |
| 14   | 2  | Robert Manzon           | Gordini               | 71    | + 9 tours                          | 7      |        |
| 15   | 38 | Alan Brown              | Cooper-Bristol        | 68    | + 12 tours                         | 21     |        |
| Abd. | 32 | Stirling Moss           | Connaught-Lea Francis | 60    | Suspension                         | 9      |        |
| Abd. | 46 | Gino Bianco             | Maserati              | 46    | Moteur                             | 24     |        |
| Abd. | 6  | Jean Behra              | Gordini               | 42    | Moteur                             | 11     |        |
| Nc.  | 42 | Mike Hawthorn           | Cooper-Bristol        | 38    | Non classé                         | 12     |        |
| Abd. | 24 | Franco Rol              | Maserati              | 24    | Moteur                             | 16     |        |
| Abd. | 4  | Maurice Trintignant     | Gordini               | 5     | Moteur                             | 4      |        |
| Abd. | 28 | Kenneth McAlpine        | Connaught-Lea Francis | 4     | Suspension                         | 22     |        |
| Abd. | 18 | Rudi Fischer            | Ferrari               | 3     | Moteur                             | 14     |        |
| Abd. | 34 | Élie Bayol              | O.S.C.A.              | 0     | Boîte de vitesses                  | 10     |        |
| Nq.  | 70 | Charles de Tornaco      | Ferrari               |       | Non qualifié                       | -      |        |
| Nq.  | 58 | Alberto Crespo          | Maserati              |       | Non qualifié                       | -      |        |
| Nq.  | 60 | Emmanuel de Graffenried | Maserati              |       | Non qualifié                       | -      |        |
| Nq.  | 54 | Peter Collins           | HWM-Alta              |       | Non qualifié                       | -      |        |
| Nq.  | 68 | Peter Whitehead         | Ferrari               |       | Non qualifié                       | -      |        |
| Nq.  | 56 | Tony Gaze               | HWM-Alta              |       | Non qualifié                       | -      |        |
| Nq.  | 64 | Bill Aston              | WS Aston              |       | Non qualifié                       | -      |        |
| Nq.  | 52 | Lance Macklin           | HWM-Alta              |       | Non qualifié                       | -      |        |
| Nq.  | 20 | Hans Stuck              | Ferrari               |       | Non qualifié                       | -      |        |
| Nq.  | 44 | Piero Dusio             | Cisitalia-BPM         |       | Non qualifié                       | -      |        |
| Nq.  | 66 | Johnny Claes            | Simca-Gordini         |       | Non qualifié                       | -      |        |

Légende :
- Abd.= Abandon

### Pole position et record du tour
- Pole position :  Alberto Ascari en 2 min 05 s 7 (vitesse moyenne : 180,430 km/h).
- Meilleur tour en course :  Alberto Ascari et  José Froilán González en 2 min 06 s 1 (vitesse moyenne : 179,857 km/h) respectivement aux cinquante-sixième et cinquante-septième tours.

#### Évolution du record du tour en course
La progression du meilleur tour en course reflète l'intensité de la lutte en tête, González ayant égalé son temps de qualification à son dixième passage, l'améliorant ensuite à plusieurs reprises.

### Tours en tête
- José Froilán González : 36 tours (1-36)
- Alberto Ascari : 44 tours (37-80)

## Classement final du championnat
- attribution des points : 8, 6, 4, 3, 2 respectivement aux cinq premiers de chaque épreuve et 1 point supplémentaire pour le pilote ayant accompli le meilleur tour en course (signalé par un astérisque). Le point du record du tour est partagé entre Alberto Ascari et José Froilán González au Grand Prix d'Italie.
- Seuls les quatre meilleurs résultats sont comptabilisés. Alberto Ascari doit donc décompter les neuf points acquis aux Pays-Bas et les huit points et demi acquis en Italie, totalisant trente-six points effectifs pour cinquante-trois points et demi marqués. De même, Giuseppe Farina doit décompter les trois points acquis en Italie, totalisant vingt-quatre points effectifs pour vingt-sept points marqués.

| Pos. | Pilote                | Écurie       | Points    | SUI | 500 | BEL | FRA | GBR | ALL | NL   | ITA    |
| ---- | --------------------- | ------------ | --------- | --- | --- | --- | --- | --- | --- | ---- | ------ |
| 1    | Alberto Ascari        | Ferrari      | 36 (53,5) | -   | -   | 9*  | 9*  | 9*  | 9*  | (9*) | (8,5*) |
| 2    | Giuseppe Farina       | Ferrari      | 24 (27)   | -   | -   | 6   | 6   | -   | 6   | 6    | (3)    |
| 3    | Piero Taruffi         | Ferrari      | 22        | 9*  | -   | -   | 4   | 6   | 3   | -    | -      |
| 4    | Rudi Fischer          | Ferrari      | 10        | 6   | -   | -   | -   | -   | 4   | -    | -      |
|      | Mike Hawthorn         | Cooper       | 10        | -   | -   | 3   | -   | 4   | -   | 3    | -      |
| 6    | Robert Manzon         | Gordini      | 9         | -   | -   | 4   | 3   | -   | -   | 2    | -      |
| 7    | Troy Ruttman          | Kuzma        | 8         | -   | 8   | -   | -   | -   | -   | -    | -      |
|      | Luigi Villoresi       | Ferrari      | 8         | -   | -   | -   | -   | -   | -   | 4    | 4      |
| 9    | José Froilán González | Maserati     | 6,5       | -   | -   | -   | -   | -   | -   | -    | 6,5*   |
| 10   | Jim Rathmann          | Kurtis Kraft | 6         | -   | 6   | -   | -   | -   | -   | -    | -      |
|      | Jean Behra            | Gordini      | 6         | 4   | -   | -   | -   | -   | 2   | -    | -      |
| 12   | Sam Hanks             | Kurtis Kraft | 4         | -   | 4   | -   | -   | -   | -   | -    | -      |
| 13   | Ken Wharton           | Frazer Nash  | 3         | 3   | -   | -   | -   | -   | -   | -    | -      |
|      | Duane Carter          | Lesovsky     | 3         | -   | 3   | -   | -   | -   | -   | -    | -      |
|      | Dennis Poore          | Connaught    | 3         | -   | -   | -   | -   | 3   | -   | -    | -      |
| 16   | Alan Brown            | Cooper       | 2         | 2   | -   | -   | -   | -   | -   | -    | -      |
|      | Art Cross             | Kurtis Kraft | 2         | -   | 2   | -   | -   | -   | -   | -    | -      |
|      | Paul Frère            | HWM          | 2         | -   | -   | 2   | -   | -   | -   | -    | -      |
|      | Maurice Trintignant   | Gordini      | 2         | -   | -   | -   | 2   | -   | -   | -    | -      |
|      | Eric Thompson         | Connaught    | 2         | -   | -   | -   | -   | 2   | -   | -    | -      |
|      | Felice Bonetto        | Maserati     | 2         | -   | -   | -   | -   | -   | -   | -    | 2      |
| 22   | Bill Vukovich         | Kurtis Kraft | 1         | -   | 1*  | -   | -   | -   | -   | -    | -      |

## Statistiques
- 8e victoire en championnat du monde pour Alberto Ascari ;
- 10e victoire en championnat du monde pour Ferrari en tant que constructeur ;
- 10e victoire en championnat du monde pour Ferrari en tant que motoriste ;
- unique apparition de Piero Dusio  en championnat du monde (non qualifié) ;
- unique apparition d’Alberto Crespo en championnat du monde (non qualifié) ;
- unique apparition de l'écurie Cisitalia en championnat du monde. (non qualifié) ;
- le système de chronométrage ne permet pas de départager Alberto Ascari et José Froilán González qui se partagent le point attribué pour le meilleur tour en course.